# Ludwig Berger (Regisseur)

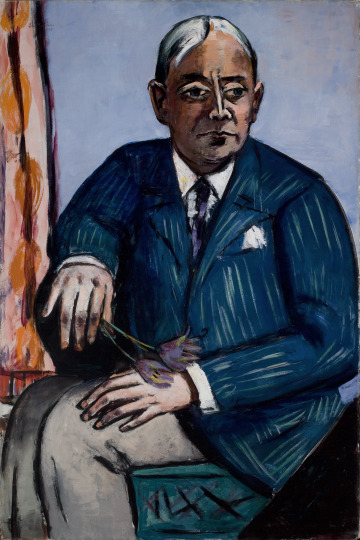
Max Beckmann: Bildnis Ludwig Berger (1945), Saint Louis Art Museum

Ludwig Berger (geboren 6. Januar 1892 in Mainz; gestorben 18. Mai 1969 in Schlangenbad; eigentlich Ludwig Bamberger) war ein deutscher Regisseur und Schriftsteller. Berger gehört zu den Pionieren des Fernsehspiels.

## Leben
Der Sohn des Bankiers Franz Bamberger und seiner Ehefrau Anna Klara, geb. Lewino, machte 1910 sein Abitur am Großherzoglich-Hessischen Gymnasium. Er studierte Kunstgeschichte und Germanistik in München und Heidelberg. 1914 schrieb er seine Dissertation: Johann Conrad Seekatz. Ein deutscher Maler des achtzehnten Jahrhunderts (Heidelberg 1916). Bei Kriegsausbruch meldete er sich freiwillig, wurde aber wegen einer Knochenhautentzündung vorzeitig entlassen.
Berger betätigte sich nun als Bühnenregisseur und inszenierte am 25. März 1916 am Stadttheater Mainz sein Werk Gärtnerin der Liebe, eine Adaption der Mozart-Oper La finta giardiniera. Bereits hier arbeitete er erstmals mit seinem Bruder, dem Szenenbildner Rudolf Bamberger, zusammen. In den folgenden Jahren brachte Berger mehrere klassische Werke, vor allem von Shakespeare, an Berliner Theatern zur Aufführung. 
Ebenso aktiv arbeitete Berger für das Kino. Er hatte sein Regiedebüt 1920 mit dem Historienfilm Der Richter von Zalamea, zu dem er auch das Drehbuch schrieb. Sein künstlerischer Durchbruch im Film kam mit Ein Glas Wasser und Der verlorene Schuh (beide 1923), gefolgt vom auch international erfolgreichen Stummfilm Ein Walzertraum (1925). Sein erster Tonfilm (1930, in den USA gedreht) war The Vagabond King, sein bekanntester und beliebtester Film das Musical Walzerkrieg (1933, mit Renate Müller, Hanna Waag, Willy Fritsch). 
1935 emigrierte er über Frankreich und die Niederlande nach England. Bald danach kehrte er jedoch nach Deutschland zurück, wo er zurückgezogen in Schlangenbad lebte. Er bemühte sich um Aufträge in Paris und London, konnte aber nur wenige Filme wie Drei Walzer (1938) mit Pierre Fresnay verwirklichen. Bei dem aufwendigen Abenteuerfilm Der Dieb von Bagdad war Berger ursprünglich als alleiniger Regisseur verpflichtet, geriet jedoch in Streitigkeiten mit Produzent Alexander Korda und musste die Dreharbeiten zu großen Teilen an Michael Powell und Tim Whelan übergeben. Während des Westfeldzugs befand sich Berger in den Niederlanden und entging seiner Verhaftung mit gefälschten Papieren. 1945 schuf der dort im Exil lebende Maler Max Beckmann sein Porträt.
Nach dem Krieg unternahm er ausgedehnte Reisen und kam 1947 wieder nach Deutschland zurück. Er arbeitete in der Bundesrepublik als Theater- und Hörspielregisseur, wieder vornehmlich von Shakespeare-Klassikern. Daneben verfasste er auch eine Reihe von Theaterstücken, Prosawerken und Monografien. Besondere Verdienste erwarb er sich um das Fernsehspiel, zu dessen Pionieren er gehörte. Gelegentlich trat er auch als Schauspieler in zumeist kleineren Rollen in Erscheinung, so in den frühen Straßenfegern So weit die Füße tragen und Am grünen Strand der Spree.
Berger ist auf dem Waldfriedhof Mainz-Mombach beigesetzt. Sein umfangreicher schriftlicher Nachlass befindet sich im Archiv der Akademie der Künste in Berlin.
Ludwig Berger und sein Bruder Rudolf Bamberger waren Cousins 2. Grades der Pianistin Grete Sultan.

## Filmografie
- 1920: Der Richter von Zalamea (auch Drehbuch)
- 1921: Der Roman der Christine von Herre (auch Drehbuch)
- 1923: Ein Glas Wasser (auch Drehbuch)
- 1923: Der verlorene Schuh (auch Drehbuch)
- 1925: Ein Walzertraum
- 1927: Der Meister von Nürnberg (auch Drehbuch)
- 1927/28: Königin Luise (2 Teile, nur Drehbuchmitarbeit)
- 1928: Die Dame aus Moskau (The Woman from Moscow)
- 1928: Sünden der Väter (Sins of the Fathers)
- 1929: Das brennende Herz
- 1930: Der König der Vagabunden (The Vagabond King)
- 1930: Playboy of Paris
- 1930: Das kleine Café (Le petit café)
- 1932: Ich bei Tag und Du bei Nacht
- 1932: A moi le jour, à toi la nuit
- 1932: Early to Bed
- 1933: Walzerkrieg
- 1933: La guerre des valses
- 1937: Pygmalion
- 1938: Drei Walzer (Trois valses)
- 1940: Der Dieb von Bagdad (The Thief of Bagdad)
- 1940: Ergens in Nederland (auch Co-Drehbuch)
- 1950: Ballerina (auch Buch)
- 1954: Die Spieler (TV)
- 1955: Undine (TV, auch Buch)
- 1956: Stresemann (Co-Drehbuch)
- 1957: Der Tod des Sokrates (TV, auch Buch)
- 1958: Was ihr wollt (TV, auch Buch)
- 1961: Hermann und Dorothea (TV, auch Buch)
- 1964: Ottiliens Tollheiten  (TV, auch Buch)
- 1968: Odysseus auf Ogygia (TV)

## Schriften (Auswahl)
- Wir sind vom gleichen Stoff, aus dem die Träume sind. Summe eines Lebens, 1953 (Autobiografie).
- Die unverhoffte Lebensreise der Constanze Mozart, 1955.
- Wenn die Musik der Liebe Nahrung ist, 1957.
- Das Irdische und das Unvergängliche. Musiker der Romantik, 1963.
- Reihe Dichtung und Wirklichkeit Nr. 29: Shakespeare, Hamlet 1603, Übertragung, Deutung und Dokumentation durch Ludwig Berger, Ullstein, Frankfurt am Main 1967.

## Auszeichnungen
- 1957: Großes Verdienstkreuz des Verdienstordens der Bundesrepublik Deutschland
- 1957: Gutenberg-Plakette der Stadt Mainz
- 1961: Gebrüder-Grimm-Preis für Hermann und Dorothea (TV)
- 1964: Deutscher Filmpreis: Filmband in Gold für langjähriges und hervorragendes Wirken im deutschen Film
- 1966: Großes Verdienstkreuz mit Stern des Verdienstordens der Bundesrepublik Deutschland